# Gamla gymnastikhuset, Norrköping
Gamla gymnastikhuset är en byggnad vid Nygatan i Norrköping, som stod färdig 1868 i anslutning till det nybyggda Norrköpings högre allmänna läroverk (numera De Geergymnasiet) och blev stadens första egentliga gymnastikhall. Byggnaden ritades av stadsarkitekten Carl Theodor Malm.
Gymnastikhuset har ett genomgående mittparti i två våningar och har låga sidoflyglar mot Nygatan. Det är uppfört i tegel med ljusa putsfasader, med träbjälklag och har ett valmat, plåtklätt tak. Stilen är klassicistisk med en symmetrisk uppbyggnad och med en huvudfasad mot Nygatan. Gymnastiksalen har ett kassettak. Inomhus finns också spegelindelade döbattangdörrar med profilerade foder.
Gamla gymnastikhuset blev byggnadsminne 1990.